# Анук
Анук Теуве (нидерл. Anouk Teeuwe; род. 8 апреля 1975 года) — нидерландская певица, представительница Нидерландов на конкурсе песни «Евровидение 2013», с песней «Birds». Исполняет композиции в стиле поп-рок. Начиная с 1997 года выпустила 10 пластинок (включая синглы, а также live записи с концертов).
Анук обладает оригинальным тембром голоса. Творчество Анук особенно популярно в Нидерландах и Бельгии. Пластинка «Together Alone» (1997) получила платиновый диск в Италии и золотой диск в Швеции.
Анук увлеклась музыкой под влиянием матери, которая была певицей и исполняла блюз. На заре карьеры Анук пела на свадьбах и вечеринках с музыкальной группой Shotgun Wedding. Потом произошла встреча с Barry Hay из группы Golden Earring, другом её бывшего мужа Эдвина Янсена. Он заметил её талант и предложил писать для неё песни (одна из которых Mood Indigo). Песня Mood Indigo была написана в сотрудничестве с George Kooymans (тоже участник группы Golden Earring).

## Музыкальные награды
1998
- TMF Awards:

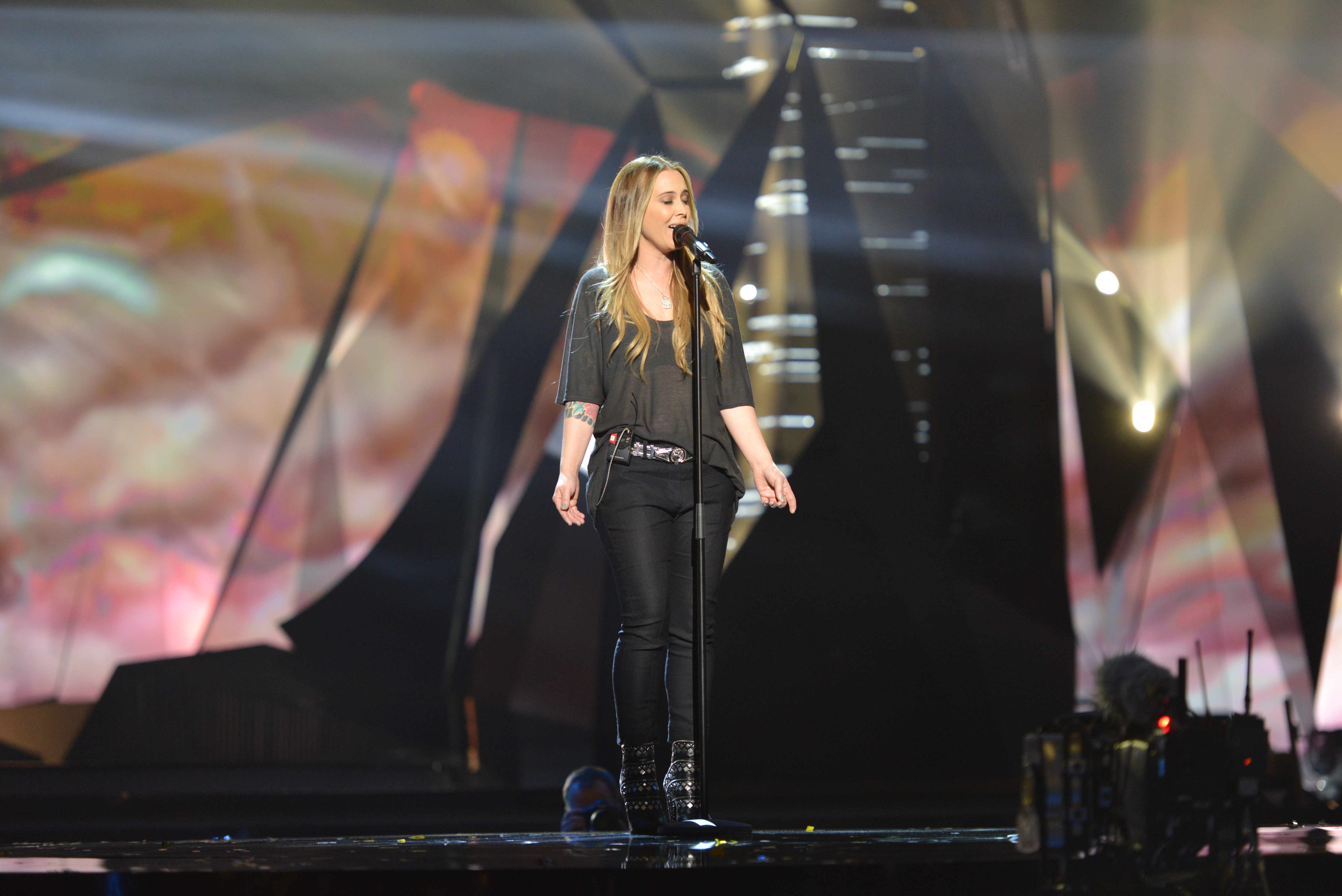
Евровидение-2013

  - Best New Single («Nobody’s Wife»)
  - Best Newcoming act

1999
- Edison Awards: 3 awards[4]
  - Best New Artist
  - Best Female Artist
  - Best Videoclip
- TMF Awards: 4 награды

2000
- TMF Awards:
  - Best Single, Best Female
  - Best Live Act
  - Best Videoclip
- Edison Awards:[5]
  - Best Female Artist (голос зрителей)
  - Best Artist (голос судей)

2001
- Edison Awards: Best Single

2002
- Noorderslag Popprijs 2001[6]

2003
- Golden Harp 2003[7]
- Edison Awards: Best Dutch Female
- TMF Awards: Best Female

2005
- 3FM Radio Awards:
  - Best Female, Schaal van Rigter (best single «Girl»)
  - Duiveltje (musicians vote for their best colleague)[8]
- Dutch TMF Awards: Best Female National
- Belgium TMF Awards:
  - Best Female Artist International
  - Best Album International
  - Best Video International
- MTV Awards: Best Dutch/Belgian Act
- Two medals (best female and single international «Girl») на Humo’s Pop Poll 2005 Belgium

2006
- 3FM award Best Female
- Edison Award: Best Dutch Female (her 6th Edison)[9]
- Dutch TMF Awards:
  - Best Female National
  - Best Rock Act
  - Best Video, Postman ft. Anouk «DownHill»
- Belgium TMF Awards:
  - Best Live Act International
- MTV Europe Music Awards Best Dutch Act
- That year, Dutch megastar Marco Borsato joined Anouk in announcing their withdrawal from future TMF Awards-nominations. «Every year the same faces can get boring».

## Евровидение 2013
Анук была выбрана в качестве представителя Нидерландов на Евровидение 2013. В полуфинале она выступала под номером 8. Анук смогла пройти в финал, заняв 6 место. А в финале певица заняла 9 место, набрав 114 очков.

## Личная жизнь
С 2004 по 2008 была замужем за Ремоном Стотайном. В этом браке родилось трое детей: два сына Бенжамин Кингсли (род. 18.04.2002) и Элайджа Джеремайя (род. 05.12.2003); и дочь Финекс Рэй (род. 03.06.2005).
31 марта 2010 года родила своего четвёртого ребёнка — сына Джесайю Докса Коэнена от нидерландского рэпера Роберта Коэнена.
В июне 2014 родила пятого ребёнка — сына Сайэна Джетро Далглиша. Отец ребёнка — Серайно Далглиш. В январе 2016 стало известно, что Анук ожидает рождение шестого дитя. В июне родилась дочь Елиза Роуз, её отец — баскетболист Доминик Шеммекес.

## Дискография

### Студийные альбомы
| Альбом              | Дата выпуска           | Нидерланды | Бельгия | Продажи                                 | Золото / Платина                                    |
| ------------------- | ---------------------- | ---------- | ------- | --------------------------------------- | --------------------------------------------------- |
| Together Alone      | 15 октября, 1997 года  | 1          | 3       | 350,000 (Нидерланды)                    | Нидерланды: Четырежды Платиновый/ Швеция: Золотой   |
| Urban Solitude      | 20 ноября, 1999 года   | 1          | 20      | 100,000 (Нидерланды)                    | Нидерланды: Платиновый / Бельгия: Золотой           |
| Lost Tracks         | 18 ноября, 2002 года   | 1          | 5       | 55,000 (Нидерланды)                     | Нидерланды: Золотой                                 |
| Graduated Fool      | 7 марта, 2003 года     | 3          | 5       | 25,000 (Нидерландыя)                    | Нидерланды: -, Бельгия:-                            |
| Hotel New York      | 3 декабря, 2004 года   | 1          | 1       | 240,000+ (Нидерланды)                   | Нидерланды: Трижды платиновый, Бельгия: Платиновый  |
| Who's Your Momma?   | 23 ноября, 2007 года   | 1          | 4       | 210,000+ (Нидерланды)                   | Нидерланды: Трижды Платиновый, Бельгия: Золотой     |
| For Bitter or Worse | 18 сентября, 2009 года | 1          | 2       | 150,000+ (Нидерланды)                   | Нидерланды: Триждый Платиновый, Бельгия: Платиновый |
| To Get Her Together | 20 мая, 2011 года      | 1          | 4       | 70,000 (Нидерланды, первый день релиза) | Нидерланды: Платиновый                              |

### Альбомы с концертов
| Альбом            | Дата релиза         | Нидерланды | Бельгия | Продажи               | Золото / Платина                            |
| ----------------- | ------------------- | ---------- | ------- | --------------------- | ------------------------------------------- |
| Update (Acoustic) | 5 января, 2004 года | 9          | 38      | ?                     | ?                                           |
| Anouk Is Alive    | 28 апреля, 2006     | 8          | 5       | 100,000+ (Нидерланды) | Нидерланды: Платиновый, Бельгия: Платиновый |
| Live at Gelredome | 27 июня, 2008 года  | 1          | 16      | 100,000+ (Нидерланды) | Нидерланды: Платиновый, Бельгия: Серебро    |

## Интересные факты
- Два клипа для певицы («The Dark» и «I Live for You») снял известный нидерландский аниматор и художник Росто. Клип «I Live for You» получил приз на Nederlands Film Festival.